# 3.ª Cúpula das Américas
A III Cúpula das Américas foi realizada na Cidade de Quebec, Quebec, Canadá entre 20 e 22 de abril de 2001.
Esta reunião internacional representou uma rodada de negociações sobre uma proposta de Área de Livre Comércio das Américas. As negociações são talvez mais conhecidas pelos preparativos de segurança e manifestações (conhecidas como o protesto da cidade de Quebec) que as cercaram do que pelo andamento das negociações.